# Fricativa lateral palatal sonora
La fricativa lateral palatal sonora es un tipo de sonido consonántico, utilizado en algunas lenguas habladas. El símbolo en el alfabeto fonético internacional que representa este sonido es ⟨ʎ̝⟩, y el símbolo X-SAMPA equivalente es L_r.
- Datos: Q25346925